# Atlètic Club Sant Pol
L'Atlètic Club Sant Pol és un club de futbol fundat el 1920. És una entitat centenària de la vila de Sant Pol de Mar, comarca del Maresme.
Compta amb dos equips amateurs: El primer equip milita a segona catalana de futbol 6é grupi l'amateur (filial) a tercera Catalana grup 4t. A més l'entitat disposa d'una vintena d'equips de futbol base a totes les etapes des dels prebenjamins als sèniors. També disposa d'una escoleta, equips femenins federats, un equip de veterans i un equip de futbol adaptat.